# Czornotysiw
Czornotysiw (ukr. Чорнотисів) – wieś na Ukrainie w rejonie wynohradiwskim obwodu zakarpackiego.

## Galeria

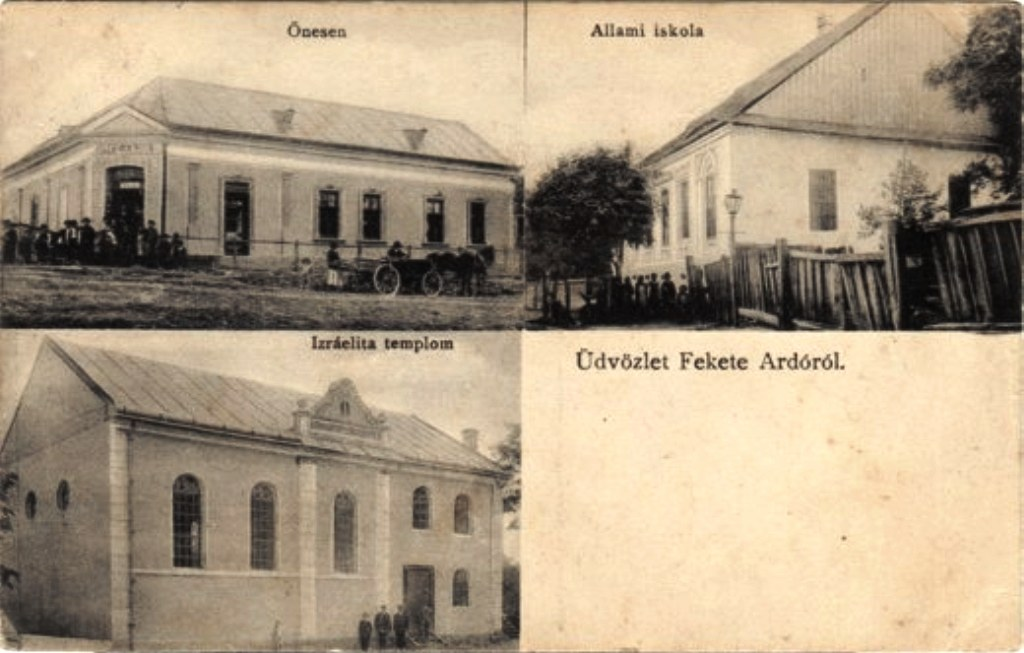
Synagoga w Czornotysiwie